# Cryptocanthon denticulum
Cryptocanthon denticulum är en skalbaggsart som beskrevs av Cook 2002. Cryptocanthon denticulum ingår i släktet Cryptocanthon och familjen bladhorningar. Inga underarter finns listade i Catalogue of Life.